# Sipa
La sipa és una dansa provinent del lakalaka. Durant la SIPA els homes es mouen cap a l'esquerra, les dones a la dreta, els dos grups que passa a través d'un a l'altre, fins que el seu ordre s'inverteix. En la següent estrofa es mouen a les seves posicions originals.
La dansa s'inicia normalment amb el cant de la primera estrofa per ambdós ballarins i el cor. En la següent estrofa comença el ball. En primer lloc tranquil i moderat, però cap al final cada vegada més ràpid, mentre que el ritme de la pulsació puja també.